# Patriots of Micronesia
Patriots of Micronesia (deutsch Patrioten von Mikronesien) ist seit dem Jahr 1991 die Nationalhymne der Föderierten Staaten von Mikronesien. Diese Hymne ersetzte die seit 1976 übliche Hymne Preamble.
Die Melodie ist August Daniel von Binzer zufolge, der 1819 sein Burschenschaftslied Wir hatten gebauet ein stattliches Haus auf sie dichtete, eine „Thüringer Volksweise“. Eine etwas veränderte Melodiefassung, die auch Patriots of Micronesia zugrunde liegt, wurde ab 1823 mit dem Lied Ich hab mich ergeben von Hans Ferdinand Maßmann veröffentlicht, welchem unmittelbar nach dem Zweiten Weltkrieg die Funktion einer deutschen Ersatz-Nationalhymne zukam. Auch der Anfang der 1950er Jahre entstandene Text der Hymne ist diesem Lied bis in einzelne Formulierungen hinein ähnlich. Ob sich die Entscheidungsträger der Mikronesischen Föderation tatsächlich davon inspirieren ließen, dass es sich um ein Volkslied aus der ehemaligen Kolonialmacht Deutschland handelte, bzw. ob das Lied aus dem Schulunterricht der deutschen Kolonialzeit dort bekannt geblieben war, ist unbekannt.

## Englischer Text
This here we are pledging,

with heart and with hand,

Full measure of devotion

to thee, our native land,

Full measure of devotion

to thee, our native land.

Now all join the chorus,

let union abide.

Across all Micronesia

join hands on every side,

Across all Micronesia

join hands on every side.

We all work together,

with hearts, voice and hand,

Till we have made these islands

another promised land,

Till we have made these islands

another promised land.